# Nancy Borlase
Nancy Wilmot Borlase AM (* 24. März 1914 in Taihape, Neuseeland; † 11. September 2006 in Sydney, Australien) war eine australische Malerin. Sie ist für ihre landschaftsbasierten abstrakten Gemälde und Porträts sowie als Kunstkritikerin und Kommentatorin bekannt.

## Leben und Werk
Borlase war die jüngste von drei Töchtern von Bessie Morecroft und Edward Norris Borlase. Nachdem ihr Vater die Familie verlassen hatte, betrieb ihre Mutter in Napier (Neuseeland) ein Kabarett und arbeitete als Schneiderin. Als angehende Sekretärin wurde Borlase bei ihrem Arbeitsplatz am 3. November 1931 nach einem Erbeben in Napier aus den Trümmern geborgen. Mit 21 Jahren zog sie nach Christchurch, wo sie an der Gestaltung von Lampenschirmen, arbeitete und besuchte Abendkurse in Bildhauerei bei Francis Shurrock an der Canterbury College School of Art.

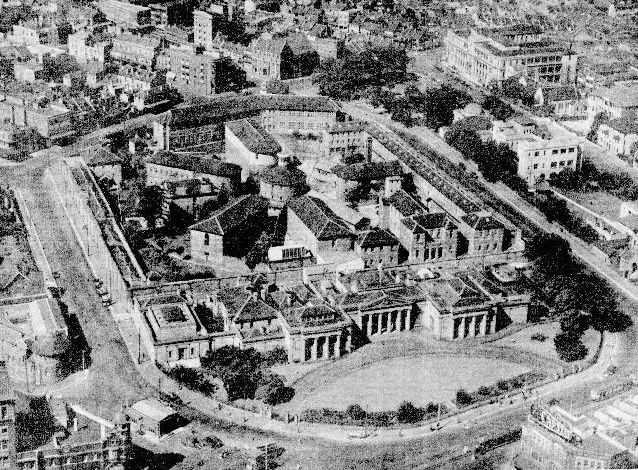
Die Gebäude innerhalb der Mauern dessen, was einst Darlinghurst Gaol war und heute Courts und das East Sydney Technical College beherbergt, erschienen dem „Herald“-Fotografen in Mr. HC Durants Flugzeug wie die Speichen eines riesigen Rades, 1936

Als sie 1937 mit nur 2 Pfund in Sydney ankam, studierte sie Bildhauerei am East Sydney Technical College, war Künstlermodell, putzte, kellnerte und babysittete, um ihre Miete zu bezahlen. Da sie keinen Platz für Bildhauerei hatte, entschied sie sich für ein Studium der Malerei und studierte bei Rah Fizelle und Grace Crowley. 1940 ging sie nach Melbourne, wo sie einen Streik der Künstlermodelle für bessere Bezahlung und Bedingungen mit anführte.
Nachdem sie 1941 den Gewerkschafter Laurie Short geheiratet hatte, zog sie zurück nach Sydney. Sie bekam 1944 eine Tochter und arbeitete als Kellnerin im Trocadero Café, während sie weiterhin im figurativen Stil malte. Sie trat der Contemporary Art Society bei und stellte in den 1940er Jahren regelmäßig mit ihr aus. 1949 siedelte sie mit ihrer Familie nach Gladesville um und ihr Ehemann wurde 1951 als Nationalsekretär bestätigt. Als dieser 1956 zu einem Stahlarbeiterkongress in die Vereinigten Staaten reiste, begleitete sie ihn. Sie ließ sich dort von den abstrakten Expressionisten wie Jackson Pollock, William de Kooning und Mark Rothko inspirieren, wechselte von der figurativen zur abstrakten Malerei, hielt Vorträge zu diesem Thema und wurde in der Contemporary Art Society aktiv.
Im Januar 1961 fand Borlase eine Wohnung in Mosman Municipality und das Paar lebte dort für 45 Jahre.
Sie gewann den Mosman Art Prize, aber der Erfolg bei Wettbewerben wie dem Blake Prize for Religious Art blieb ihr verwehrt. Entmutigt wandte sich Borlase der Kunstkritik zu und verfasste ab 1973 Rezensionen für The Bulletin. 1975 wurde sie Kritikerin für The Sydney Morning Herald. 1981 kehrte Borlase zur Malerei zurück und nahm die figurative Arbeit wieder auf.
Von 1952 bis 1970 war sie Mitglied der Contemporary Art Society. 1960 fand ihre erste Einzelausstellung in den Macquarie Galleries in Sydney statt.
Ihre Arbeiten werden in der National Gallery of Australia, der Art Gallery of New South Wales und anderen großen Galerien ausgestellt.

## Auszeichnungen
- 1987: Medaille des australischen Ordens für ihren Beitrag zur australischen Kunst
- 1987: Member des Order of Australia[1]
- 1994: „Meritus Award“, Australia Council
- 2004: Ehrendoktor würde der University of Newcastle[2]
- 2002: Portia Geach Memorial Award[3]

## Werke (Auswahl)
- 1939: Pioneers
- 1943: Fred Usher
- 1946: James McClelland
- 1947: Caledonian Hotel
- 1949: Old brick works, Ryde II
- 1960: Sun in the city
- 1960: Night of the full moon
- 2004: Pat Mackie